# Srđan Babić
Srđan Babić (Bania Luka, Bosnia y Herzegovina, 22 de abril de 1996) es un futbolista serbio que juega como defensa en el F. C. Spartak de Moscú de la Liga Premier de Rusia.

## Trayectoria
Se formó en las categorías inferiores del equipo de su localidad natal, Banja Luka, de Bosnia y Herzegovina, aunque tiene la nacionalidad serbia.
Tras formar parte durante la temporada 2014-15 de la F. K. Vojvodina, en verano de 2015, la Real Sociedad se hizo con sus servicios para que jugara con la Real Sociedad "B" en Segunda División B.
En la temporada 2016-17 llegó cedido al C. F. Reus Deportiu, que militaba en Segunda División y en el que jugó doce partidos. En la temporada siguiente firmó como cedido con el Estrella Roja de Belgrado, siendo traspasado a este mismo equipo en febrero de 2018.
Para la campaña 2020-21 fue cedido al F. C. Famalicão portugués. El 30 de agosto de 2021 regresó a España tras llegar, también a préstamo, a la U. D. Almería. El club indálico, además, se reservó una opción de compra a final de temporada. Esta fue ejercida tras lograr el ascenso a la Primera División y firmó un contrato de cuatro años de duración. Ayudó al equipo a conseguir la permanencia y jugó el primer partido del curso 2023-24 antes de ser traspasado al F. C. Spartak de Moscú en agosto de 2023.

## Selección nacional
Fue internacional con la selección de Serbia en las categorías sub-17, sub-18, sub-19, sub-20 y sub-21. Con la absoluta debutó el 24 de septiembre de 2022 en un partido de la Liga de Naciones de la UEFA 2022-23 ante Suecia que ganaron por cuatro a uno.

### Participaciones en categorías inferiores
| Competición                                   | Sede          | Resultado              | Partidos | Goles |
| --------------------------------------------- | ------------- | ---------------------- | -------- | ----- |
| Campeonato Europeo Sub-17 de la UEFA 2013     | Eslovenia     | Ronda Élite            | 6        | 1     |
| Campeonato Europeo de la UEFA Sub-19 2014     | Hungría       | Tercer puesto          | 9        | 1     |
| Campeonato Europeo de la UEFA Sub-19 2015     | Grecia        | Ronda Élite            | 5        | 1     |
| Copa Mundial Sub-20 de 2015                   | Nueva Zelanda | Campeón                | 7        | 0     |
| Clasificación para la Eurocopa Sub-21 de 2017 | Europa        | En disputa[actualizar] | 3        | 1     |

### Participaciones en Copas del Mundo
| Mundial                        | Sede  | Resultado    | Partidos | Goles |
| ------------------------------ | ----- | ------------ | -------- | ----- |
| Copa Mundial de Fútbol de 2022 | Catar | Primera fase | 1        | 0     |

### Participaciones en Eurocopas
| Copa          | Sede     | Resultado    | Partidos | Goles |
| ------------- | -------- | ------------ | -------- | ----- |
| Eurocopa 2024 | Alemania | Primera fase | 0        | 0     |

## Estadísticas
Actualizado al 24 de mayo de 2025.
| Club                             | Div.          | Temporada     | Liga  | Liga  | Copas nacionales | Copas nacionales | Torneos internacionales | Torneos internacionales | Total | Total |
| Club                             | Div.          | Temporada     | Part. | Goles | Part.            | Goles            | Part.                   | Goles                   | Part. | Goles |
| -------------------------------- | ------------- | ------------- | ----- | ----- | ---------------- | ---------------- | ----------------------- | ----------------------- | ----- | ----- |
| F. K. Vojvodina Serbia           | 1.ª           | 2013-14       | 8     | 0     | 3                | 1                | ―                       | ―                       | 11    | 1     |
| F. K. Vojvodina Serbia           | 1.ª           | 2014-15       | 24    | 0     | 2                | 0                | 1                       | 0                       | 27    | 0     |
| F. K. Vojvodina Serbia           | Total club    | Total club    | 32    | 0     | 5                | 1                | 1                       | 0                       | 38    | 1     |
| Real Sociedad "B" · España       | 2.ª B         | 2015-16       | 31    | 3     | ―                | ―                | ―                       | ―                       | 31    | 3     |
| Real Sociedad "B" · España       | Total club    | Total club    | 31    | 3     | 0                | 0                | 0                       | 0                       | 31    | 3     |
| C. F. Reus Deportiu · España     | 2.ª           | 2016-17       | 11    | 1     | 1                | 0                | ―                       | ―                       | 12    | 1     |
| C. F. Reus Deportiu · España     | Total club    | Total club    | 11    | 1     | 1                | 0                | 0                       | 0                       | 12    | 1     |
| Estrella Roja de Belgrado Serbia | 1.ª           | 2017-18       | 25    | 1     | 2                | 0                | 3                       | 0                       | 30    | 1     |
| Estrella Roja de Belgrado Serbia | 1.ª           | 2018-19       | 21    | 3     | 5                | 0                | 6                       | 0                       | 32    | 3     |
| Estrella Roja de Belgrado Serbia | 1.ª           | 2019-20       | 11    | 3     | 2                | 0                | 4                       | 0                       | 17    | 3     |
| F. C. Famalicão Portugal         | 1.ª           | 2020-21       | 27    | 1     | 2                | 0                | ―                       | ―                       | 29    | 1     |
| F. C. Famalicão Portugal         | Total club    | Total club    | 27    | 1     | 2                | 0                | 0                       | 0                       | 29    | 1     |
| Estrella Roja de Belgrado Serbia | 1.ª           | 2021-22       | 3     | 0     | ―                | ―                | 0                       | 0                       | 3     | 0     |
| Estrella Roja de Belgrado Serbia | Total club    | Total club    | 60    | 7     | 9                | 0                | 13                      | 0                       | 82    | 7     |
| U. D. Almería · España           | 2.ª           | 2021-22       | 37    | 1     | 3                | 0                | ―                       | ―                       | 40    | 1     |
| U. D. Almería · España           | 1.ª           | 2022-23       | 34    | 3     | 0                | 0                | ―                       | ―                       | 34    | 3     |
| U. D. Almería · España           | 1.ª           | 2023-24       | 1     | 0     | ―                | ―                | ―                       | ―                       | 1     | 0     |
| U. D. Almería · España           | Total club    | Total club    | 72    | 4     | 3                | 0                | 0                       | 0                       | 75    | 4     |
| F. C. Spartak de Moscú · Rusia   | 1.ª           | 2023-24       | 17    | 1     | 6                | 2                | ―                       | ―                       | 23    | 3     |
| F. C. Spartak de Moscú · Rusia   | 1.ª           | 2024-25       | 26    | 2     | 6                | 0                | ―                       | ―                       | 32    | 2     |
| F. C. Spartak de Moscú · Rusia   | Total club    | Total club    | 43    | 3     | 12               | 2                | 0                       | 0                       | 55    | 5     |
| Total carrera                    | Total carrera | Total carrera | 276   | 19    | 32               | 3                | 14                      | 0                       | 322   | 22    |

## Palmarés

### Títulos nacionales
| Título              | Club                      | País   | Año  |
| ------------------- | ------------------------- | ------ | ---- |
| Copa de Serbia      | F. K. Vojvodina           | Serbia | 2014 |
| Superliga de Serbia | Estrella Roja de Belgrado | Serbia | 2018 |
| Superliga de Serbia | Estrella Roja de Belgrado | Serbia | 2019 |
| Superliga de Serbia | Estrella Roja de Belgrado | Serbia | 2020 |

### Títulos internacionales
| Título              | Club (*)            | País          | Año  |
| ------------------- | ------------------- | ------------- | ---- |
| Copa Mundial Sub-20 | Selección de Serbia | Nueva Zelanda | 2015 |

(*) Incluyendo la selección.